# Märta Strömberg

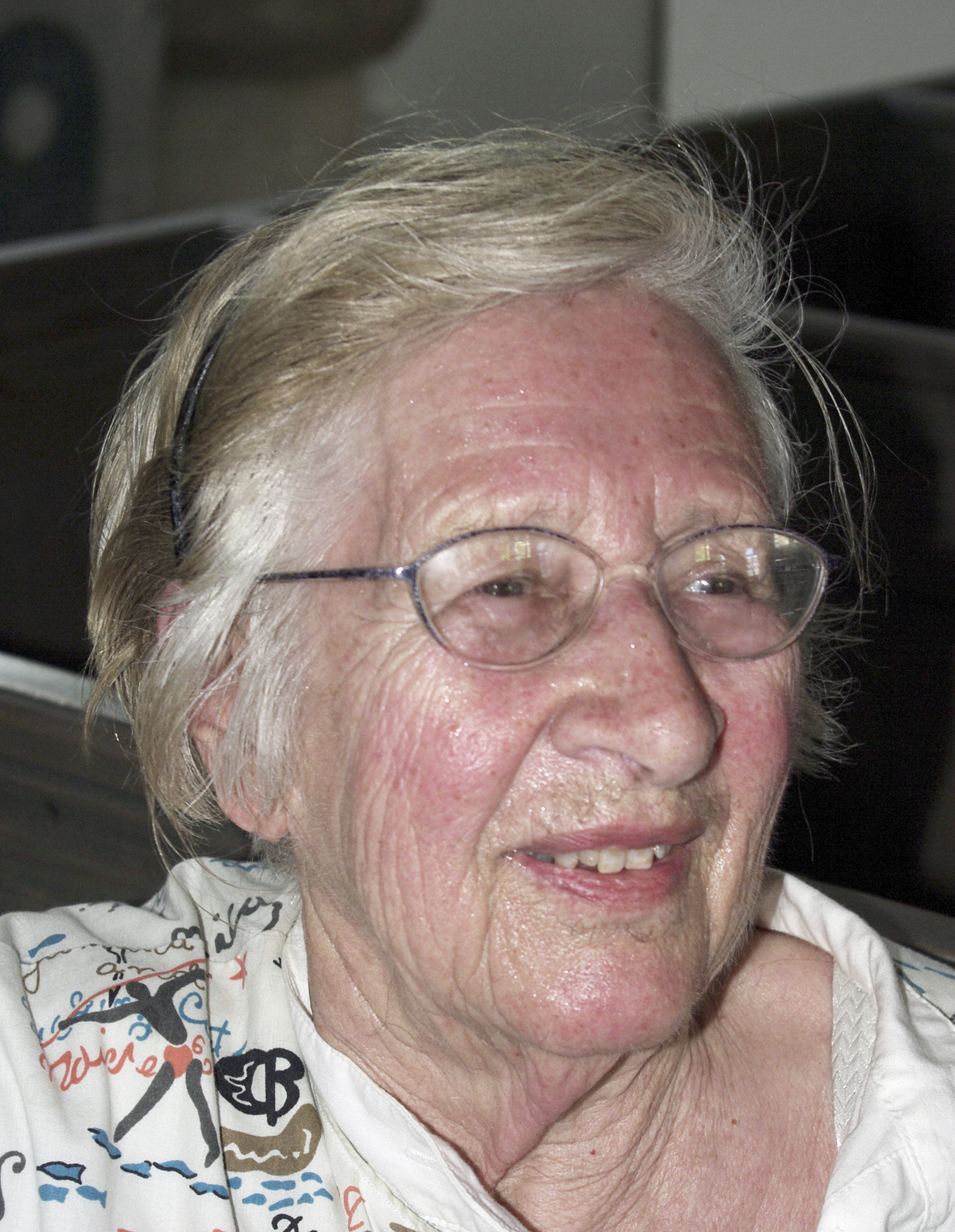
Märta Strömberg (2010)

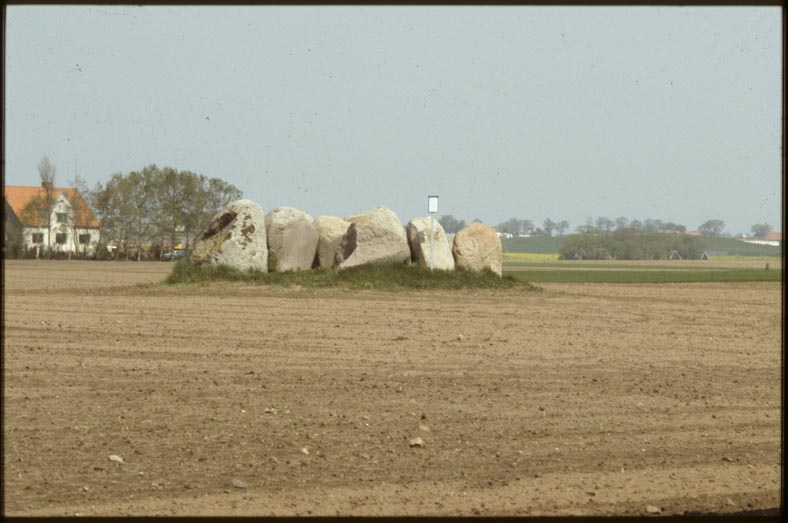
Ganggrab Ingelstorp 10-1 (1978)

Märta Strömberg, geborene Magnusson, (* 7. November 1921 in Uddevalla; † 3. Februar 2012 in Lund, Schweden) war eine schwedische Prähistorische Archäologin.
Strömberg studierte an der Universität Lund Archäologie und erreichte 1943 ihren Abschluss. Ihre Dissertation behandelte 1961 die Siedlungen der jüngeren Eisenzeit in Schonen. Die Idee für die Arbeit entstand im Zusammenhang mit einer Untersuchung der Überreste eines Bauernhofs der Eisenzeit in Stockholm. Strömberg war viele Jahre am Institut für Archäologie an der Universität Lund, zunächst als Assistentin und später als Dozentin, tätig.
Strömberg verfasste mehrere Bücher (auch auf Deutsch) und Artikel über die Stein-, Bronze- und Eisenzeit in Schonen. Das Hagestadprojekt begann in den 1960er Jahren. In diesem Rahmen untersuchte sie prähistorische Überreste in einigen Gemeinden von Österlen, vor allem in den Dörfern Hagestad, Valleberga und Ingelstorp. Die Untersuchungen betrafen megalithische und andere Grabstätten der Stein-, Bronze- und Eisenzeit. Viele ihrer Studien wurden einem breiteren Publikum in populärer Form vorgestellt. Im Jahr 2002 erhielt sie die Montelius-Medaille. Sie war korrespondierendes Mitglied des Deutschen Archäologischen Instituts.
Märta Strömberg war seit 1949 verheiratet und hat eine Tochter.

## Veröffentlichungen (Auswahl)
- mit Hakon Hjelmqvist: Der Dolmen Trollasten in St. Köpinge, Schonen. Rudolf Habelt Verlag, Bonn 1968.
- Die Megalithgräber von Hagestad. Zur Problematik von Grabbauten und Grabriten (= Acta Archaeologica Lundensia, Band 8). Bonn/Lund 1971.